# Kallan, Larsmo
Kallan är en ö och fyrplats i Finland. Den ligger i Bottenviken och i kommunen Larsmo i den ekonomiska regionen  Jakobstadsregionen i landskapet Österbotten, i den nordvästra delen av landet. Ön ligger omkring 84 kilometer nordöst om Vasa och omkring 420 kilometer norr om Helsingfors.
Öns area är 1,1 hektar och dess största längd är 260 meter i sydöst-nordvästlig riktning.